# Aphis oxytropis
Aphis oxytropis är en insektsart som beskrevs av Pashtshenko 1993. Aphis oxytropis ingår i släktet Aphis och familjen långrörsbladlöss. Inga underarter finns listade i Catalogue of Life.